# Амадей I (граф Савойський)
Амадей I Хвіст (італ. Amedeo I la Coda; бл. 1016–1051/1056) — 2-й граф Мор'єнна (Савої) в 1048—1051/1056 роках.

## Життєпис
Старший син Гумберта I, графа Мор'єнна, і Анцили. Народився близько 1016 року, наймовірніше в замку Шарбоньєр. Перша письмова згадка про нього відноситься до 1022 року, коли разом із молодшим братом Бурхардом став свідком надання дарунку батьком Ламберту, єпископу Лангра. 1030 року разом з братами Аймоном, Бурхардом і Оттоном став свідком пожертви Гумберта I Клюнійському абатству. Того ж року пошлюбив Аделаїду з невідомого роду.
1046 року представляв свого батька на гофстазі на чолі із імператором Генріхом III. Амадей відмовився входити до палат імператора без свого великого потягу лицарів, свого «хвоста». За це отримав своє прізвисько. 1048 року після смерті батька успадкував усі родинні володіння.
Зміцнив замок Ермійон. Сприяв заселенню високогірних областей Арв і Фокіньї, збільшивши кількість підвладного населення. У 1051 році з'являється запис, що титулує Амадея I графом Беллі. Помер до 1056 року. Йому успадкував молодший брат Оттон I.

## Родина
Дружина — Аделаїда
Діти:
- Гумберт (д/н—1051)
- Тіберга, дружина з 1053 р. Людовіка де Фосіньї (пом. 1060), пізніше — Жерольда (II), графа Женеви
- Аймон (д/н—1060), єпископ Беллі